# Spateltrilzwam
De spateltrilzwam (Guepinia helvelloides) is een schimmel behorend tot de orde Auriculariales. Hij leeft saprotroof, op begraven hout in een wegberm onder den (Pinus).

## Kenmerken

### Uiterlijke kenmerken
Het vruchtlichaam van de spateltrilzwam ziet eruit als een trechter die aan één kant is doorgesneden of gehalveerd. Hij wordt ongeveer 2-15 centimeter hoog. De rand van de is gelobd, golvend, scherpgerand en naar beneden gebogen; het oppervlak is glad en kaal. Jonge exemplaren zijn helder oranjerood en worden naarmate ze ouder worden dof roodachtig. Aan de buitenkant bedekt het hymenium de vruchtlichamen, zichtbaar als een paarse tint. Het vruchtvlees heeft een soortgelijke roodachtige kleur als de buitenkant en heeft een zachte, gelatineuze consistentie. Het heeft geen kenmerkende geur of smaak. De sporenprint is witachtig.

### Microscopische kenmerken
De sporen zijn glad, vaak licht gebogen, inamyloïde, elliptisch en meten 8–12 × 4–8 micrometer.

## Verspreiding
De spateltrilzwam komt voor in het Holarctisch gebied en wordt aangetroffen in de VS, Canada, Oost-Siberië en Japan. Het komt vooral veel voor op grote hoogte in de bergen, maar is zeldzaam of afwezig in de laaglanden. Het belangrijkste Europese verspreidingsgebied strekt zich uit van de Zuid-Europese bergketens (Catalonië, Corsica, Noord-Italië, Servië, Griekenland, Roemenië) tot rond de 51e breedtegraad (Saksen, Thüringen, Zuid-Polen), waarvan ten noorden slechts enkele verspreide vondsten voorkomen. tot aan Groot-Brittannië, Noorwegen, Gotland en elders in de Baltische staten. Voor Baden-Württemberg rapporteerde Krieglsteiner een sterke achteruitgang van de soort als gevolg van drainagemaatregelen en eutrofiëring van de bossen.
In Nederland komt de spateltrilzwam zeer zeldzaam voor. Hij staat op de rode lijst in de categorie 'Ernstig Bedreigd'.

## Eetbaarheid
De spateltrilzwam is rauw eetbaar, hoewel zijn reputatie als eetbare paddenstoel slecht is. Hij heeft geen bijzondere smaak, maar kan goed gebruikt worden als vullende paddenstoel. Op sommige plaatsen wordt hij op de markt verkocht.